# Ngọa Long Sinh
Ngọa Long Sinh (phồn thể: 臥龍生, giản thể: 臥龙生, bính âm: Wo Long Sheng, 1930–1997) là một tác gia võ hiệp nổi tiếng người Đài Loan.

## Thân thế và sự nghiệp
Ông tên thật là Ngưu Hạc Đình (tiếng Trung: 牛鶴亭), sinh vào ngày tết Đoan Ngọ năm 1930 ở huyện Trấn Bình, tỉnh Hà Nam. Trấn Bình thuộc vùng Nam Dương, nơi Gia Cát Lượng thời Tam Quốc đã từng ẩn cư, người đời sau xây dựng 1 thư viện mang tên Ngọa Long để kỷ niệm nhà chính trị và quân sự lỗi lạc của Trung Quốc cổ đại. Thuở thiếu thời Ngọa Long Sinh (tức Ngưu Hạc Đình) từng học ở thư viện Ngọa Long (chú thích: Ở Trung Quốc thời phong kiến, nhất là thời Đường-Tống, Minh-Thanh, thư viện là một loại trường học, học ở loại trường này chủ yếu là tự nghiên cứu) vì thế mà về sau, khi viết tiểu thuyết võ hiệp, đã lấy Ngọa Long Sinh là bút danh với ý nghĩa là học trò của thư viện Ngọa Long vừa độc đáo khiến người ta khó quên, vừa có tính chất kỷ niệm. Ông đã không phụ cái tên đẹp này.
Thiếu thời Ngọa Long Sinh gặp kháng chiến chống Nhật, chỉ học được mấy năm, đến năm 1946, Ngọa Long Sinh mới vào cao trung 9 (Cấp III - tức trung học phổ thông) được 2 tháng, vì nhà nghèo nên phải đi lính để có lương ăn, đến năm sau thì phải ra mặt trận. Vì đã học đến trung học, bấy giờ ở trong binh lính Quốc Dân Đảng có thể coi là trí thức, lại thêm chăm chỉ học tập nên năm 1948 thì được đến Nam Kinh thi vào trường huấn luyện sĩ quan do Tôn Bản Lập phụ trách.

## Tác phẩm
1. (1957) Phong trần hiệp ẩn 风尘侠隐 Feng Chen Xia Yin'(Windblown Dust, Hidden Hero)
2. (1957) Kinh hồng nhất kiếm chấn giang hồ 惊虹一剑震江湖 Jing Hong Yi Jian Zhen Jiang Hu (Rainbow-Startling Sword Shakes the Rivers and Lakes)
3. (1958) Phi yến kinh long 飞燕惊龙 Fei Yan Jing Long (Flying Swallow Startles the Dragon) (còn gọi là Tiên hạc thần châm)
4. (1959) Thiết địch thần kiếm 铁笛神剑 Tie Di Shen Jian (Iron Flute, Divine Sword)
5. (1960) Ngọc thoa minh 玉釵盟 Yu Chai Meng (Jade Hairpin Oath)
6. (1961) Thiên hương tiêu 天香飙 Tian Xiang Biao (Heavenly Fragrant Whirlwind)
7. (1961) Vô danh tiêu 无名箫 Wu Ming Xiao (Nameless Flute) (còn gọi là Điệu sáo mê hồn)
8. (1963) Giáng tuyết huyền sương 绛雪玄霜 Jiang Xue Xuan Shuang (Red Snow, Black Frost)
9. (1963) Tố thủ kiếp 素手劫 Su Shou Jie (The Delicate Hand Incident)
10. (1963) Thiên mã sương y 天马霜衣 Tian Ma Shuang Yi (Frost Raiment of the Heavenly Steed) (còn gọi là Mai Hoa quái kiệt)
11. (1963) Thiên nhai hiệp lữ 天涯俠侶 Tian Ya Xia Lu (Inseparable Hero Companions)
12. (1964) Kim kiếm điêu linh 金剑雕翎 Jin Jian Diao Ling (Golden Sword, Eagle Feathers) (còn gọi là Xác chết loạn giang hồ)
13. (1964) Thiên kiếm tuyệt đao 天剑绝刀 Tian Jian Jue Dao (Heavenly Sword, Superb Sabre)
14. (1965) Phong vũ yến quy lai 风雨燕归来 Feng Yu Yan Gui Lai (The Weathered Swallow Returns) (hậu Phi yến kinh long)
15. (1965) Song phượng kỳ 双凤旗 Shuang Feng Qi (Twin Phoenix Flags)
16. (1965) Thiên Hạc Phổ 天鶴譜 Tian He Pu (Heavenly Crane Manual)
17. (1967) Hoàn tình kiếm 还情剑 Huan Qing Jian (Favor-Returning Sword)
18. (1967) Phiêu hoa lệnh 飘花令 Piao Hua Ling (Fluttering Flower Decree)
19. (1968) Chỉ kiếm vi môi 指剑为媒 Zhi Jian Wei Mei (The Sword As a Matchmaker)
20. Thánh kiếm tình đao 圣剑情刀 Sheng Jian Qing Dao (Holy Sword, Sentimental Sabre)
21. (1969) Thuý tụ ngọc hoàn 翠袖玉环 Cui Xiu Yu Huan (Kingfisher Sleeve, Jade Bracelet)
22. (1969) Thiết kiếm ngọc bội 铁剑玉佩 Tie Jian Yu Pei (Iron Sword, Jade Pendant)
23. (1969) Tiêu kỳ 镖旗 Biao Qi (Escort Banner)
24. (1970) Thần Châu hào hiệp truyện 神州豪侠传 Shen Zhou Hao Xia Chuan (Gallant Heroes of China)
25. (1970) Hàn mai ngạo sương 寒梅傲霜 Han Mei Ao Shuang (Winter Plum, Proud Frost)
26. (1971) Ngọc thủ điểm tướng lục 玉手点将录 Yu Shou Dian Jiang Lu (Jade Hand Assignment)
27. (1971) Hiệp ảnh ma tung 侠影魔踪 Xia Ying Mo Zong (Hero Shadow, Demon Tracks)
28. (1972) Kim phượng tiễn 金凤剪 Jin Feng Jian (Gold Phoenix Arrow)
29. (1972) Phi linh 飞铃 Fei Ling (Flying Bell)
30. (1972) Bát hoang phi long ký 八荒飞龙记 Ba Huang Fei Long Ji (Flying Dragon of the Remote Regions)
31. (1973) Vô hình kiếm 无形剑 Wu Xing Jian (Invisible Sword)
32. (1973) Kim bút điểm long ký 金笔点龙记 Jin Bi Dian Long Ji (The Golden Brush Dots the Eye of the Dragon)
33. (1975) Yên toả giang hồ 烟锁江湖 Yan Suo Jiang Hu (Smoke Locks the Rivers and Lakes)
34. (1975) Dao hoa phóng ưng truyện 摇花放鹰传 Yao Hua Fang Ying Chuan (Shake the Flower, Release the Hawk)
35. (1975) Hoa phượng 花凤 Hua Feng (Flower Phoenix)
36. (1975) Xuân thu bút 春秋笔 Chun Qiu Bi (Spring and Autumn Brush)
37. (1974) Kim đăng truyền kỳ 金灯传奇 Jin Deng Chuan Qi (Invisible Sword)
38. (1976) U Linh tứ diễm 幽灵四艳 You Ling Si Yan (Four Spirit Beauties)
39. (1977) Kiếm vô ngân 剑无痕 Jian Wu Hen (The Sword that Leaves No Mark)
40. (1978) Thiên long giáp 天龙甲 Tian Long Jia (Heavenly Dragon Armor)
41. (1979) Hắc bạch kiếm 黑白剑 Hei Bai Jian (Black and White Sword)
42. (1984) Phi hoa trục nguyệt 飞花逐月 Fei Hua Zhu Yue (Flying Flower Chases the Moon)
43. (1989) Kiếm khí động triệt cửu trùng thiên 剑气洞澈九重天 Jian Qi Dong Che Jiu Chong Tian
44. (1989) Kim kiếm đan tâm 金剑丹心 Jin Jian Dan Xin (Gold Sword, Loyal Heart)
45. (1960) Nhất đại thiên kiêu 一代天骄 Yi Dai Tian Jiao
46. (1960) Thất tuyệt kiếm 七绝剑 Qi Jue Jian (còn gọi là Thất tuyệt ma kiếm)

Phiên bản không chính thức
- Thánh kiếm huyết đao 圣剑血刀 Sheng Jian Xue Dao (Holy Sword, Bloody Sabre)
- Huyết kiếm đan tâm 血剑丹心 Xue Jian Dan Xin (Bloody Sword, Loyal Heart)
- Viên tử yên 袁紫煙 Yuan Zi Yan

1. Đàn Chỉ Thần Công
2. Hậu Thiên Hạc Phổ
3. Chiến Yên Hùng Cái
4. Ma Hoàn Lãnh Nhân
5. Ngũ Hành Sinh Khắc
6. Ngưng Sương Kiếm
7. Quỷ Kiếm U Linh
8. Thánh Tâm Ma Ảnh
9. Thượng Ngươn Kiếm Pháp
10. Hàn Mai Kim Kiếm
11. Ma Đao Sát Tinh
12. Vô Ảnh Thần Chiêu
13. Yên Chi Bảo Đao
14. Hải Nộ Triều Âm
15. Thất Tuyệt Ma Kiếm
16. Âm Dương Tam Thư Sinh
17. Tuý Tâm Kiếm
18. Hồng Thần Huyết Ấn
19. Cuồng Tà Tuyệt Đản
20. Tru đao tế kiếm
21. Vô tâm môn.